# Глатконошка
Глатконошка (лат. Boletus erythropus) је велика и веома укусна гљива. Ова гљива је прилагођена свакојаким стаништима (козмополит), тако да је једна од најмасовнијих врста гљива. Расте у периоду између маја и новембра.

## Клобук
Клобук глатконошке је величине од 5 до 20 cm. Има полулоптаст облик, често дубоко усечен и подељен на једнака крила. Кожица је прстенаста и сува, без сјаја. Боја клобука је смеђа, најтамнија од свих Boletus-a; готово црна. Према ивици прелази у наранџасту и светлосмеђу боју. 

## Цевчице
Цевчице глатконошке у себи имају усечене дубоке канале. Дужина цевчице од 10 до 30 cm, жућкасте боје.

## Поре
Поре су ситне, величине око 0,8 милиметара, округластог облика. У младости оне су жуте боје, у току старења попримају тамније нијансе боје, а када их стиснемо поплаве.

## Отрусина
Отрусина глатконошке је тамно-маслинасте боје.

## Стручак
Стручак глатконошке је од 5 до 18 cm и од 2 до 7 cm ширине. Ваљкастог и лоптастог облика, задебљан. При врху је златне боје, надоле је црвенкаст. На притисак поплави. Веома је чврст, сув и пун.

## Месо
Месо глатконошке је дебело и тврдо. У стручку је влакнасто, а у бази дрвенасто. Боја меса је жута која прелази у плаву, а касније и у зеленкасту. Благог је укуса и без мириса.

## Хемијске реакције
Глатконошка реагује на KOH и FeSO4.

## Микроскопија
Споре жућкасте, облика елипсе.

## Сличне врсте
Глатконошки су слични: славонски вргањ (лат. Boletus queletii), црвена глатконошка (лат. Boletus erythropus ssp. discolor) и ковар (лат. Boletus luridus).